# بارتزانو
بارزانو (به ایتالیایی: Barzanò) یک کومونه در ایتالیا است که در استان لکو واقع شده‌است. بارتزانو ۳٫۶ کیلومتر مربع مساحت و ۵٬۱۹۱ نفر جمعیت دارد و ۳۶۵ متر بالاتر از سطح دریا واقع شده‌است.